# Boars Back (Nowa Szkocja)
Boars Back – wzgórze (back) w kanadyjskiej prowincji Nowa Szkocja, w hrabstwie Kings (44°56′56″N, 64°49′44″W), na zachód od jeziora Gaspereau Lake, o wysokości 228,7 m; nazwa urzędowo zatwierdzona 21 sierpnia 1974.